# Gary Allanson
Gary Ernest Allanson (* 6. März 1965 in Kingston upon Hull) ist ein ehemaliger englischer Fußballspieler.

## Karriere
Allanson war Anfang der 1980er Jahre Jugendspieler bei den Doncaster Rovers, für deren erste Mannschaft kam er unter Trainer Billy Bremner erstmals im Mai 1982 am letzten Spieltag der Saison 1981/82 in einem Pflichtspiel zum Einsatz. Im März 1983 unterschrieb er einen Profivertrag und stand anschließend ab Anfang April 1983 bis Saisonende in neun aufeinanderfolgenden Ligapartien in der Startaufstellung. Er bildete dabei mit Peter Johnson, Glenn Humphries und Billy Russell bzw. Ian Snodin die Abwehrkette, als nur zwei Mal ein Punktgewinn (ein Sieg, ein Unentschieden) gelang und das Team in sechs Partien ohne eigenen Torerfolg blieb. Am Saisonende stieg der Klub aus der Third Division in die Fourth Division ab. Dort kam Allanson in der Spielzeit 1983/84 lediglich zu zwei Auftritten, als die direkte Rückkehr in die Drittklassigkeit gelang, seine Position war zumeist von Russell besetzt. Am Saisonende verließ er den Klub und spielte im Anschluss bis Mitte der 1990er Jahre mit Brigg Town, den Hall Road Rangers, Goole Town, North Ferriby United und Glasshoughton Welfare für eine Reihe von Klubs im Non-League football von Yorkshire und North Lincolnshire.
Nach seiner aktiven Spielerlaufbahn war Allanson langjährig Trainer an der Jugendakademie von Hull City. 2008 übernahm er den Trainerposten bei Bridlington Town in der Northern Counties East Football League, zunächst zusammen mit Tim Hotte, von 2009 bis 2011 war er alleine hauptverantwortlich. 2010 gewann er mit dem Klub die Ligameisterschaft, 2011 legte er sein Amt nieder. Am 9. Juni 2013 wurde Allanson als neuer Co-Trainer bei den Winterton Rangers vorgestellt, eine Position, die er bereits 14 Tage später wieder aufgab, um erneut Cheftrainer bei Bridlington Town zu werden. Sein Sohn Ashley Allanson war ebenfalls Profifußballer und spielte von 2008 bis 2016 bei Bridlington Town, 2013 stieg dieser unter seinem Vater zum Spieler-Assistenztrainer auf. 2015 und 2016 folgten Siege im East Riding Senior Cup. Im September 2016 trat er bei Bridlington aus persönlichen Gründen erneut zurück.